# Maria Maddalena in estasi (Artemisia Gentileschi)
Maria Maddalena in estasi è un dipinto dell'artista Artemisia Gentileschi, attualmente facente parte di una collezione privata europea.

## Storia
Il dipinto era teoricamente sconosciuto fino al 2011, quando un articolo lo ha mostrato in una foto d'epoca. Studi successivi hanno confermato la sua esistenza all'interno di una collezione privata francese. Nel 2014, la tela fu venduta a Parigi per €865.000, al di sopra del prezzo di partenza di €600.000 - all'epoca si trattò di un record per un'opera di Artemisia Gentileschi. Tale primato fu superato nel 2018 con la vendita dell'autoritratto come Santa Caterina d'Alessandria.
Non vi è una precisa datazione per il dipinto; la prima metà degli anni venti del XVII secolo sembra essere l'arco temporale più plausibile. 

## Descrizione
Una donna è raffigurata da seduta, con la testa all'indietro e le mani giunte attorno al ginocchio: indossa una veste viola ed ocra su di una camicia rifinita in pizzo bianco. Mentre reclina la testa, i suoi capelli biondi e ondulati scendono dietro di lei e la camicia è scivolata giù, lasciando scoperta la sua spalla destra. I suoi occhi sono chiusi, e lei è seduta in una scenografia oscura (al contrario Maria Maddalena è fortemente illuminata da una fonte di luce proveniente da destra).
Si tratta di uno dei numerosi dipinti di Gentileschi raffiguranti la Maddalena, ma la raffigurazione è inusuale per l'epoca. Nella mostra della National Gallery dedicata all'artista nel 2020 si scrive in merito al dipinto che "Maria Maddalena è più solitamente rappresentata in un paesaggio mentre si mostra penitente...(qui) lei è ardentemente viva ed in preda ad un rapimento estatico." L'affinità con la Maria Maddalena in estasi di Caravaggio (più precisamente con le sue numerose versioni) è evidente. Ambedue gli artisti scelgono di mostrare maggiormente il corpo e la spalla di Maria Maddalena rispetto alle versioni di altri artisti, come se, rispetto a questi ultimi, volessero aggiungere alla scena devozionale una carica erotica. Altri simboli solitamente presenti a dimostrazione del suo pentimento - il teschio, la candela, il vaso degli unguenti - sono assenti, e ciò ha condotto gli storici dell'arte a concentrarsi maggiormente sulla sensualità del dipinto per la sua identificazione ed attribuzione.

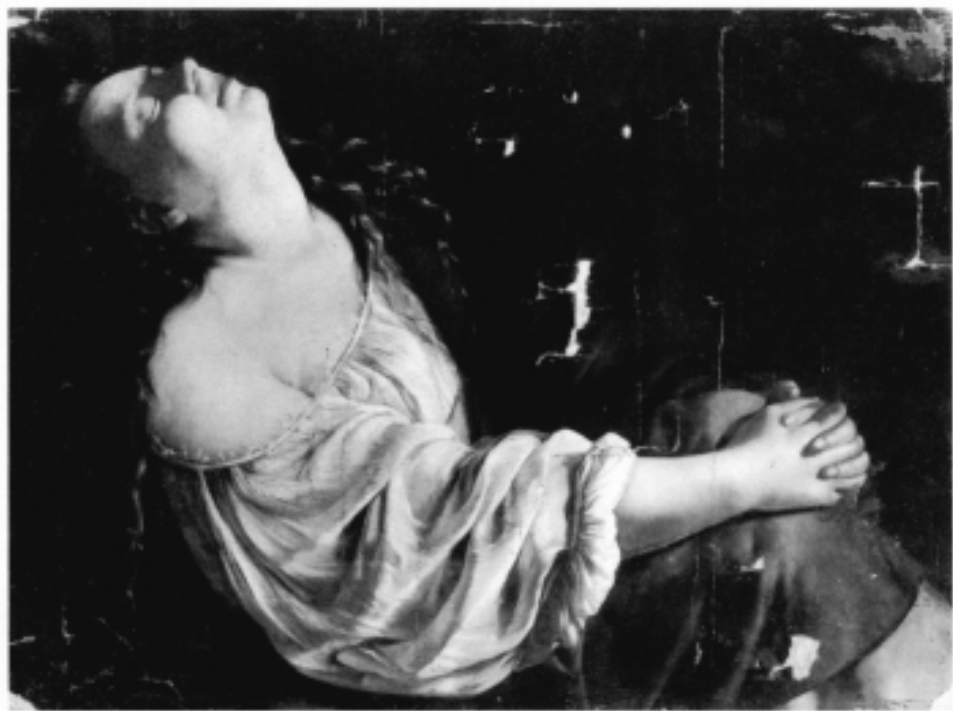
Fotografia ritrovata da Gianni Papi sulla quale lo storico dell'arte ha basato la sua attribuzione a Gentileschi dell'opera nel 2011.